# Elazar Gutmanas

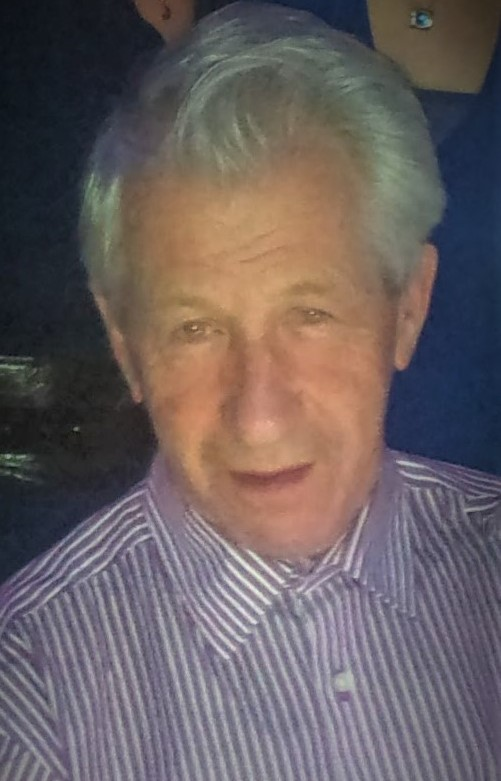
Elazar Gutmanas

Elazar Gutmanas (hebräisch אלעזר גוטמנאס; * 28. Oktober 1939 in Kaunas; † 26. Oktober 2019 in Haifa) war ein israelischer Physiker und Werkstoffwissenschaftler am Technion (Israel Institute of Technology – Israelisches Institut für Technologie) in Haifa.

## Leben
Elazar Gutmanas kam 1939 in Kaunas, Litauen in einer jüdischen Familie zur Welt.
Sein Studium absolvierte er im Jahr 1962 am Polytechnischen Institut in Leningrad (heute Sankt Petersburg) und promovierte im Jahr 1970 am Institut für Festkörperphysik der Russischen Akademie der Wissenschaften in Tschernogolowka.
Im Jahr 1973 wanderte er gemeinsam mit seiner Familie nach Israel aus. 1974 begann er seine Arbeiten am Technion, wo er bald der Fakultät für Materialwissenschaft beitrat, an der er auch für den Rest seines Lebens tätig blieb. Hier betreute er dutzende Doktoranden bei ihrer Promotion und veröffentlichte mehr als 150 Publikationen in Fachzeitschriften. Auch war er ein häufiger Teilnehmer internationaler wissenschaftlicher Konferenzen. Er führte langjährig zahlreiche Industriekooperationen im In- und Ausland.
Er bekleidete eine langjährige Professur als Inhaber des Zandman-Lehrstuhls für keramische Materialien des Technion. Außerdem war er als Gastwissenschaftler am Max-Planck-Institut für Intelligente Systeme in Stuttgart tätig.

## Tod
Gutmanas blieb auch nach seinem Renteneintritt am Technion tätig, wo er seine wissenschaftliche Arbeit fortsetzte. Hier erlitt er am 13. Oktober 2019 bei einer Explosion im Rahmen eines Laborunfalls schwerste Verletzungen, an deren Folgen er am 26. Oktober 2019 – wenige Tage vor seinem 80. Geburtstag – verstarb. Er hinterließ seine Ehefrau, drei Söhne sowie mehrere Enkelkinder.

## Ausgewählte Publikationen
- V. Bobrov, E. Gutmanas: Kinetics of Plastic Deformation at Superconducting Transitions. In: physica status solidi (b) – basic solid state physics. Band 54, 1972, S. 413–424, doi:10.1002/PSSB.2220540205.
- E. Y. Gutmanas, N. Travitzky, P. Haasen: Negative and Positive Photoplastic Effect in CdTe. In: physica status solidi (a) – applications and materials science. Band 51, 1979, S. 435–444, doi:10.1002/PSSA.2210510215.
- E.Y. Gutmanas: Materials with Fine Microstructures by Advanced Powder Metallurgy. In: Progress in Materials Science. Band 34, 1990, S. 261–366, doi:10.1016/0079-6425(90)90003-R.
- E. Levin, E.Y. Gutmanas: Solid-state bonding of diamond to Nichrome and Co-20wt% W alloys. In: Journal of Materials Science Letters. Band 9, 1990, S. 726–730, doi:10.1007/BF00721815.
- P. Mogilevsky, E.Y. Gutmanas: On Thermodynamics of First Phase Formation during Interfacial Reactions. In: Materials Science and Engineering: A. Band 221, 1996, S. 76–84, doi:10.1016/S0921-5093(96)10453-6.
- E.Y. Gutmanas: Cold-Sintering - High Pressure Consolidation. In: ASM Handbook. Powder Metal Technologies and Applications., Band 7, 1998, S. 574–582, ISBN 978-0-87170-387-3
- E.Y. Gutmanas, I. Gotman: Dense High-Temperature Ceramics by Thermal Explosion under Pressure. In: Journal of the European Ceramic Society. Band 19, 1999, S. 2381–2393, doi:10.1016/S0955-2219(99)00104-1.
- E.Y. Gutmanas, I. Gotman: PIRAC Ti Nitride coated Ti-6Al-4V Head against UHMWPE Acetabular Cup - Hip Wear Simulator Study. In: Journal of Materials Science: Materials in Medicine. Band 15, 2004, S. 327–330, doi:10.1023/B:JMSM.0000021096.77850.C5.
- I. Zlotnikov, A. Dorogoy, D. Shilo, I. Gotman, E.Y. Gutmanas: Nanoindentation, Modeling and Toughening Effects of Zirconia/Organic Nanolaminates. In: Advanced Engineering Materials. Band 12, 2010, S. 935–941, doi:10.1002/adem.201000143.